# Thon-Dittmer-Palais

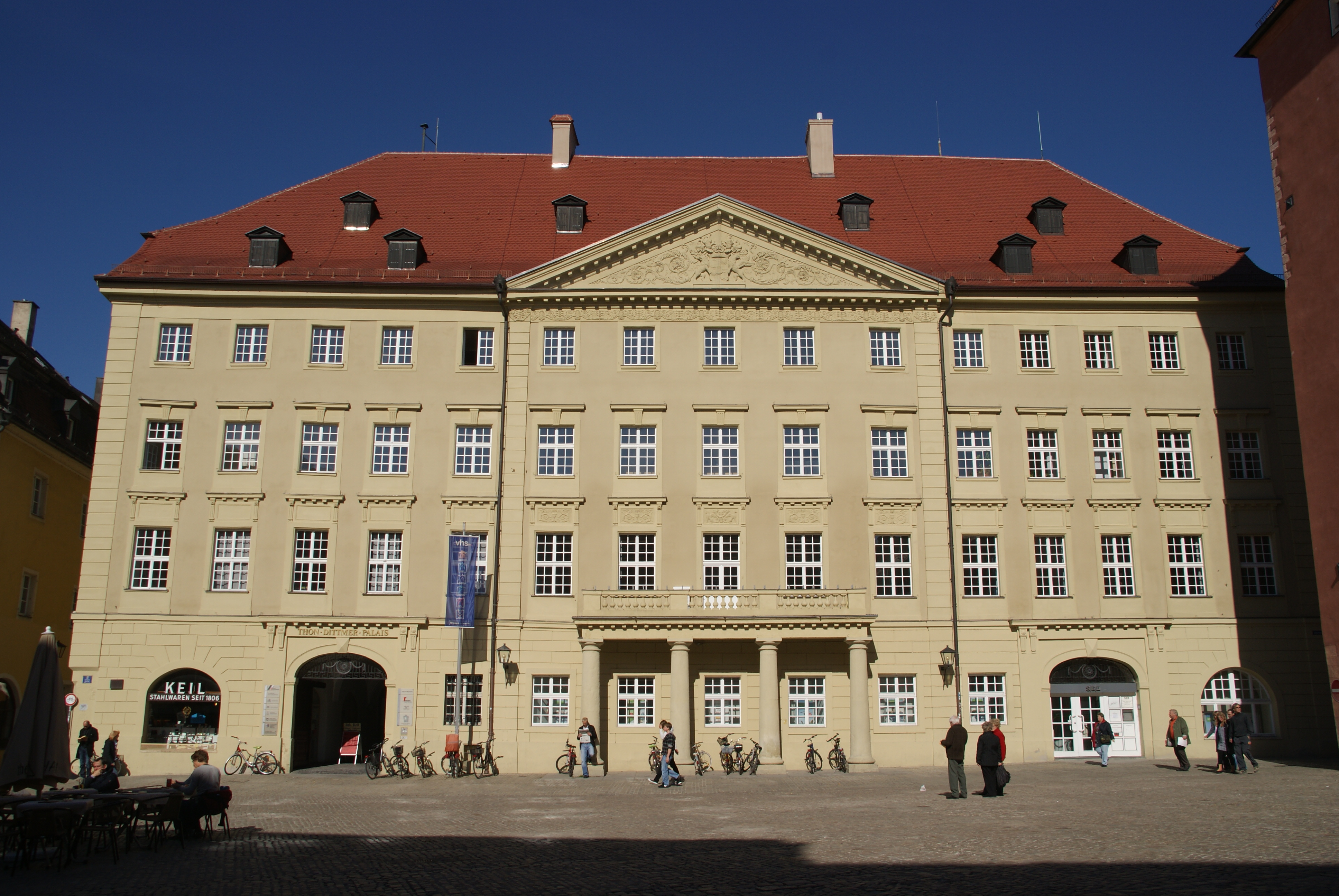
Thon-Dittmer-Palais in Regensburg

Das Thon-Dittmer-Palais liegt im Zentrum der Altstadt der oberpfälzischen Hauptstadt Regensburg in Bayern und ist
Teil der nördlichen Randbebauung des Haidplatzes (Haidplatz Nr. 8). Das Stadtpalais mit seiner klassizistischen Fassade entstand in zwei Phasen (1781–1785 und 1808–1809) unter Zusammenfassung von zwei gotischen Hausburgen. Die vier Flügel des Palais, von denen zwei mit Arkaden ausgestattet sind, umschließen einen Binnenhof, in dem sich mit der gotischen Sigismundkapelle, einem gotischen Hoferker mit dem Relief eines Liebespaares und der Figur einer barocken Vanitas, sowie einem Renaissance-Laubenhof auch noch Bauelemente der Vorgängerbauten finden. Die Anlage ist unter der Aktennummer D-3-62-000-544 als denkmalgeschütztes Baudenkmal von Regensburg verzeichnet. 
Das Palais wurde 1856 von der Stadt Regensburg von den Thon-Dittmer-Erben angekauft, ursprünglich in der Absicht, hier ein städtisches Bildungs- und Kultur-Zentrum einzurichten. Die Absicht wurde ansatzweise verwirklicht, jedoch erfolgten auch Fremdnutzungen. Bis in die 1960er Jahre wurde das Gebäude dann so intensiv und vielfältig genutzt, dass es 1956 kurzzeitig vom Abbruch bedroht war. Nach Sanierungsmaßnahmen wurde das Gebäude ab 1957 zunehmend kulturell genutzt, zunächst vom Deutsch-Amerikanischen Institut und der Regensburger Volksbücherei. Nach umfassenden Sanierungen von 1977 bis 1981, die mit dem Abriss und Neubau des Nordflügels verbunden waren, werden heute sowohl der Binnenhof als auch die Räume des Palais überwiegend für kulturelle Zwecke genutzt.

## Geschichte
Das Thon-Dittmer-Palais ist von 1781 bis 1809 durch die bauliche Vereinigung von zwei mittelalterlichen Patrizierhäusern entstanden. Bauherr war der nach 1750 in Regensburg zu einem erfolgreichen Kaufmann aufgestiegene Georg Friedrich von Dittmer. Unter Leitung des Baumeisters Emanuel d’Herigoyen wurden die beiden mittelalterlichen Häuser – das westliche, sog. Erlbecksche Haus und das östliche, sog. Alkoferische Haus – unter Verlust von Bausubstanz des östlichen Hauses hinter einer klassizistischen Fassade zusammengefasst. Damals entstand das Stadtpalais in der heutigen Form mit einem Innenhof, dessen dreigeschossige Renaissancearkaden auf westlicher Seite aus dem Erlbecksche Haus stammen, während auf östlicher Seite keine Arkaden vorhanden sind.

### Die Vorgängergebäude
Das westliche der beiden Vorgängergebäude stand an der Ecke zur Weingasse und gehörte einst der mächtigen Regensburger Bürgerfamilie der Auer, dann den Granern, dann den Schwäbls und zuletzt den Erlbecks. 1781 erwarb Georg Friedrich von Dittmer das an der Weingasse liegende mittelalterliche Gebäude von den Erlbeck’schen Erben und ließ es bis 1785 seinen Bedürfnissen entsprechend zu einem klassizistischen Stadtpalais repräsentativ umbauen. Dieses Palais wurde gut 20 Jahre bewohnt und dann 1808/1809 in der kurzen Zeit von zwei Jahren mit Teilen des östlich benachbarten, mittelalterlichen Alkoferschen Haus erweitert, in dem u. a. der Arzt Georg Andreas Agricola gewohnt hatte.
1808 erwarb Georg Friedrich von Dittmer das östliche Alkofersche Haus an der Baumhackergasse und plante die Vereinigung beider Häuser hinter einer gemeinsamen klassizistischen Fassade. Dafür wurde das Alkofersche Haus teilweise abgerissen, um den Restbau an das bereits seit 20 Jahren bestehende und bewohnte Palais angliedern zu können. Der Baumeister Emanuel d’Herigoyen löste diese schwierige Aufgabe bravourös. Das neue Stadtpalais mit dem heutigen Aussehen entstand, indem Herigoyen den fünfachsigen Mittelrisalit am bestehenden Palais samt Dreiecksgiebel um drei Achsen nach Osten versetzen ließ. Zur optischen Abrundung wurde dann im Obergeschoss eine repräsentative Altane auf vier toskanischen Säulen eingefügt. Die Positionen der beiden Hofeinfahrten wurden den neuen Verhältnissen angepasst und für die Umrahmungen der neuen Fenster die bisherigen Umrahmungen kopiert. Im neuen Binnenhof blieben die gotischen Elemente über der Hofeinfahrt und die barocke Statue sowie die gotische Sigismundkapelle – und auch die Renaissance-Arkaden – erhalten.

### Beteiligte Mitglieder der Familie
Von den zehn Kindern des Georg Friedrich Dittmer überlebten nur die beiden Töchter Sibylla, Elisabeth (* 1762 † 1798) und Friederika Amelie (* 1772 † 1806). Die ältere Tochter Sybilla Elisabeth heiratete 1789 den Bankier Friedrich Mantey (* 1760 † 1831), einen Vetter ihres Vaters, der wie ihr Vater auch aus Pommern stammte. Die jüngere Tochter Friederika heiratete 1795 den Kaufmann Carl Christian Thon (* 1764 † 1831). Im Jahr 1800 wurden Georg Friedrich Dittmer und seine beiden Schwiegersöhne von Kaiser Franz II. in den Reichsfreiherrenstand erhoben. Danach nannten sich die Schwiegersöhne von Mantey-Dittmer bzw. von Thon-Dittmer.
Während der Zeit der baulichen Zusammenfassung beider Häuser zum heutigen Thon-Dittmer-Palais nach 1800 verbrachte der spätere Bürgermeister von Regensburg Gottlieb von Thon-Dittmer (* 1802 † 1853) seine Jugendzeit in den Gebäuden. Als Ende 1802 geborener Sohn von Carl Christian von Thon-Dittmer war er einer von mehreren Enkeln des Großvaters Georg Friedrich von Dittmer. Eine weitere Enkelin war die Tochter Juliane (* 1799 † 1871) des Karl Christian von Thon-Dittmer. Sie war verheiratet mit Adolf von Zerzog und wurde 1831 nach dem Tod ihres Vaters Eigentümerin von Gut Etterzhausen.

### Das Ende von Familie und Palais
1814 trat der Schwiegersohn des Georg Friedrich von Dittmer, Friedrich von Mantey-Dittmer seinen Geschäftsanteil an der Dittmerschen Firma an seinen Schwager Carl Christian von Thon-Dittmer ab. Seit dieser Zeit wird das Gebäude als Thon-Dittmer-Palais bezeichnet. Vorletzte Eigentümerin des Thon-Dittmer-Palais war die Enkelin Johanna (* 1800 † 1833) des Großvaters Georg Friedrich von Dittmer, eine ältere Schwester von Gottlieb von Thon-Dittmer. Sie war verheiratet mit Ludwig Ernst von Schulteß (* 1799 † 1858). Bis 1856 blieb das Palais im Eigentum des Ehemanns dieser Enkelin und ging dann in den Besitz der Stadt über.

### Das Palais im Besitz der Stadt Regensburg
Unter Bürgermeister Friedrich Schubarth wurde entschieden, das Palais als städtisches Kulturzentrum zu etablieren. In den vielen Räumen des Palais sollten verschiedene Arten von Schulen und alle die wissenschaftlichen Vereine mit ihren Bibliotheken und Sammlungen untergebracht werden. Das Konzept ging nicht auf, weil der große Platzbedarf für Schulen die Vereine nach und nach verdrängten. Schon nach 1860 wurde unter Bürgermeister Oskar von Stobäus damit begonnen, die offenen Lauben der Renaissancearkaden im Westflügel zu vermauern, um Platz zu gewinnen. Als dann nach 1860 auch noch die Freiwillige Feuerwehr und nach 1927 unter Bürgermeister Otto Hipp die Berufsfeuerwehr untergebracht werden musste, wurden dafür neben dem gesamten Binnenhof auch noch die Räume im Nord- und Ostflügel des Palais benötigt. Außerdem stieg die Brandgefahr, weil im Binnenhof eine große Betankungsanlage eingerichtet wurde.
Der schon damals geplante Neubau einer Hauptfeuerwache außerhalb der Altstadt in der Greflingerstraße verzögerte sich um mehrere Jahrzehnte. Erst 20 Jahre nach Ende des 2. WeltKrieges konnte die Berufsfeuerwehr 1965 in die neue Feuerwache umziehen. Schon 10 Jahre vorher war 1956 im Stadtrat beantragt worden, das Thon-Dittmer-Palais wegen des total maroden Dachstuhls abzubrechen und das Grundstück zur Errichtung eines modernen Kaufhauses zu nutzen. Nur mit Hilfe eines Nachtragshaushaltes – organisiert von Bürgermeister Hans Herrmann – und mit Hilfe von Finanzzuschüssen – eingeworben vom damaligen Museumsdirektor Walter Boll – konnte der aus heutiger Sicht unglaubliche Abrissplan verhindert werden. Die katastrophalen Verhältnisse änderten sich erst, als nach 1965 die Feuerwehr in neue Gebäude umziehen konnte.

## Baubeschreibung
Das Palais ist ein Vier-Flügel-Bau, der einen Innenhof umschließt. Die Eingangsfassade zum Haidplatz hin besitzt 15 Fensterachsen und einen Mittelrisalit. In dessen Dreiecksgiebel ist das Wappen der Freiherren von Dittmer zu sehen. Eine vorgestellte Altane wird von vier Sandsteinsäulen getragen.

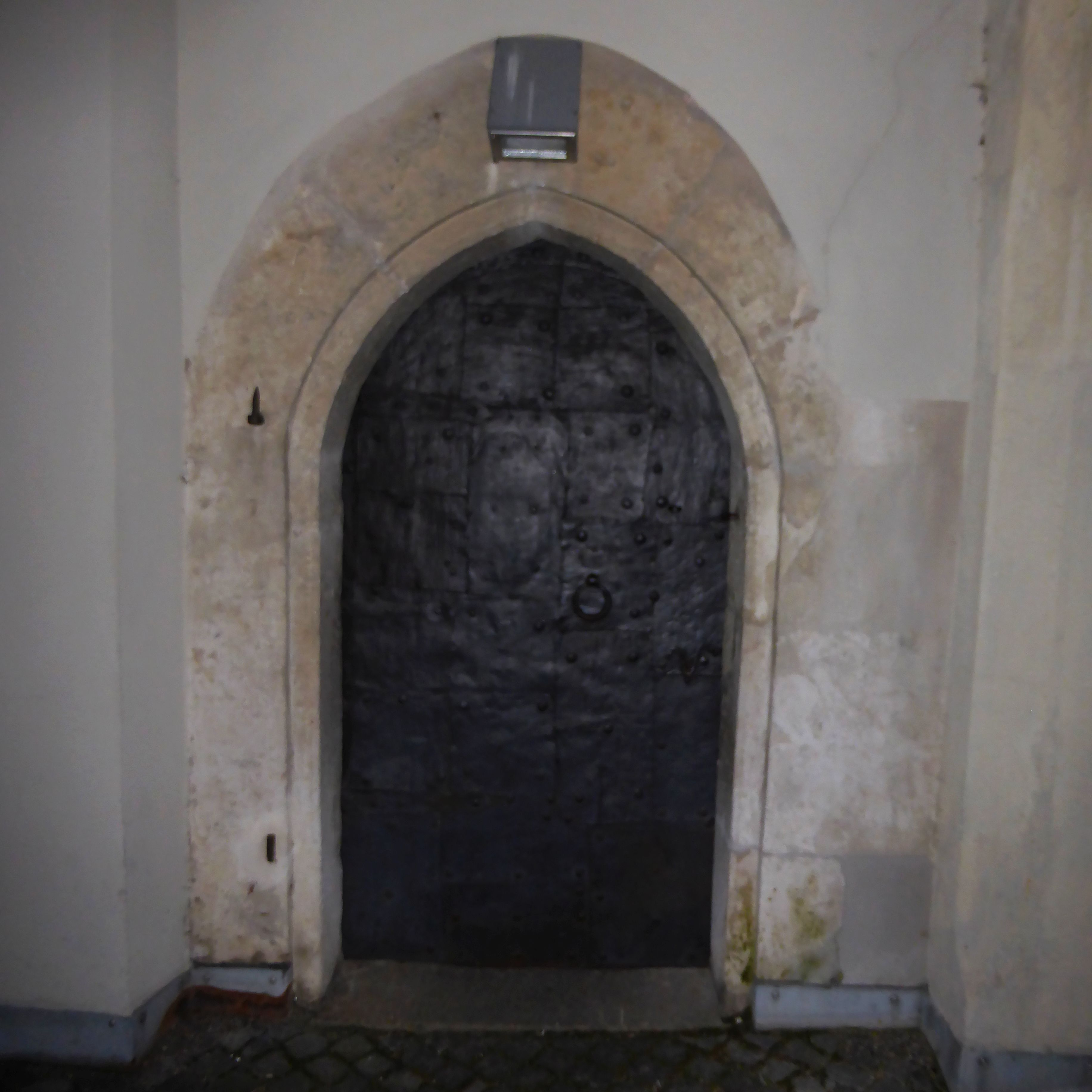
Eingangsportal zur Sigismundkapelle

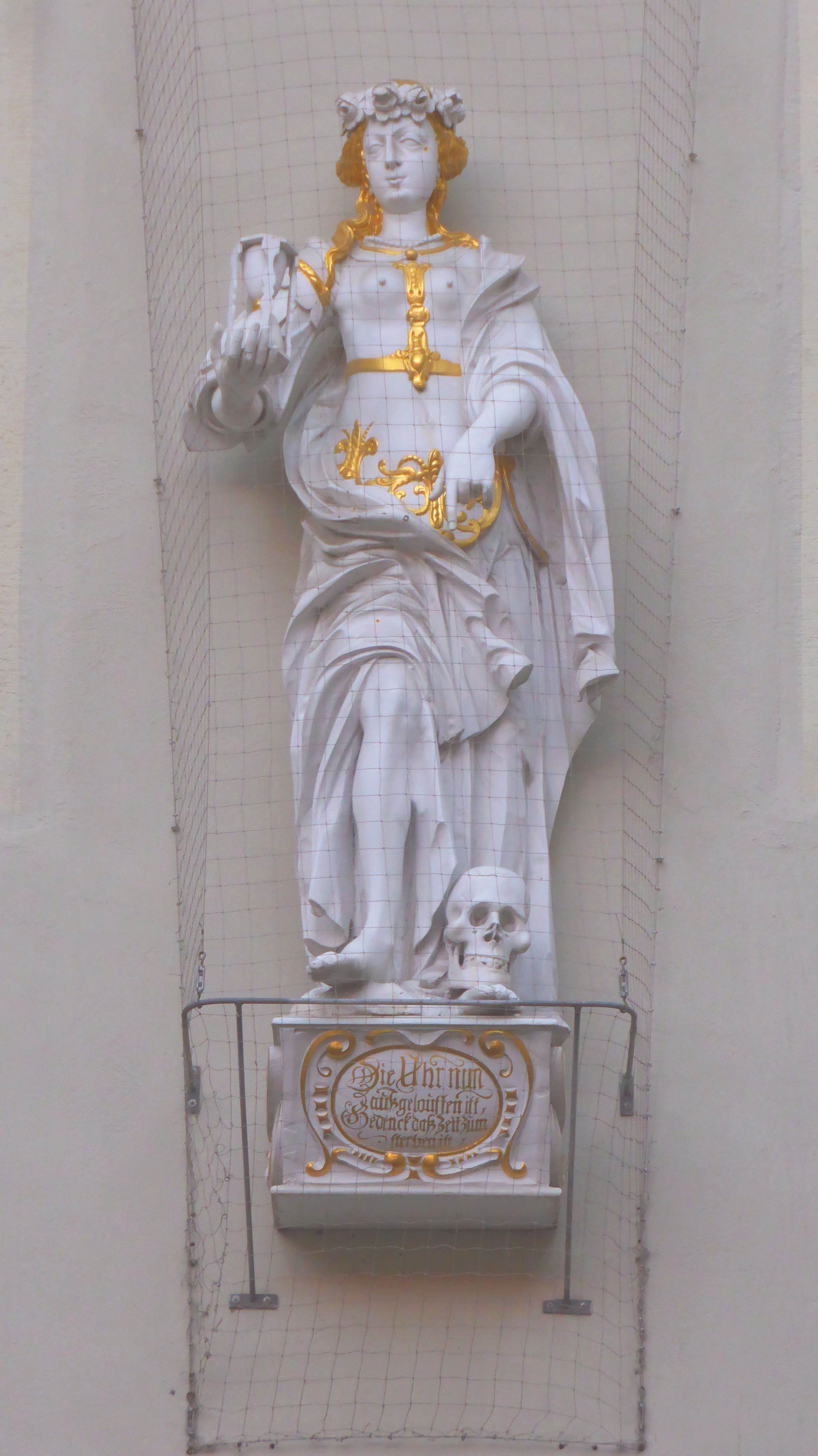
Frauenfigur (um 1650) unterhalb des Uhrenerkers

Ein Spitzbogentor führt in den dreigeschossigen und mit Renaissancearkaden ausgestatteten Innenhof. Die Laubengänge an der Westseite (Säulen mit wechselnden Kapitellen) waren bereits um 1580 entstanden, die Arkaden an der Nordseite sind ein Neubau von 1979/80. Auf einer reich profilierten Konsole befindet sich ein Uhrenerker von 1380/90. Am Erkerfuß ist ein Liebespaar zu sehen (ein bärtiger Mann kniet vor einem vollbusigen Mädchen, das er an der Hand hält und ihm über das Haar streichelt). Unter dem Uhrenerker befindet sich eine lebensgroße, aus Holz geschnitzte Frauenfigur aus der Zeit um 1650. Auf der Sockelkartusche befindet sich die Inschrift: „Die Uhr nun / außgelauffen ist / Bedenk daß Zeit / zum sterben ist.“
Im Erdgeschoss des Südflügels befindet sich die Sigismundkapelle mit einer originalen Spitzbogenpforte (um 1380). Die Kapelle könnte ursprünglich im Erdgeschoss des mittelalterlichen Turms des Vorgängerbaus gestanden haben. Die Gewölberippen ruhen auf sechs mit Blattwerk und Figuren verzierten Konsolen. Der Schlussstein des östlichen Jochs zeigt eine thronende Gestalt mit wallendem Haar in einem langen Gewand und wird als heiliger Sigismund gedeutet. Allerdings fehlt der Figur ein Heiligenschein und der rechte Arm, der das Attribut trug, so dass es Zweifel an der Bestimmung des Raumes als Kapelle gibt. Die Kapelle wird heute als Ausstellungsraum genutzt.
Eine dreischiffige, kreuzgratgewölbte, dreischiffige Halle mit acht Säulen befindet sich nordöstlich im Rückgebäude und diente wohl ehemals als Stallung. Sie wurde 1977 restauriert und dient heute als Foyer der Theaterspielstätte. Die Halle wird auch als Ausstellungsraum genutzt.

## Nutzungen

### Vereine und Gesellschaften
Nach dem Erwerb des Thon-Dittmer-Palais durch die Stadt Regensburg im Jahr 1856 wurde das städtische Bauamt vom Zivilbauingenieur Franz Josef von Denzinger hinsichtlich der geplanten Nutzung des Gebäudes als Kulturzentrum beraten. Denzinger fand 75 nutzbare Räume, davon 36 Räume als für Schulzwecke geeignet, 13 Räume als geeignet für Gewerbeverein und Kunstverein, 7 Räume für den Historischen Verein, 6 Räume für die Botanische Gesellschaft, und 6 Räume für den Naturwissenschaftlichen Verein Regensburg, sowie 2 Räume für den Landwirtschaftsverein.

### Schulen
In den schulisch nutzbaren Räumen wurden untergebracht und 1858 von König Maximilian II. 1858 besucht:
- Die Handels und Gewerbeschule von Beginn an,
- Das sog. königliche Realgymnasium von 1864 bis 1894, das ab 1880 Neues Gymnasium genannt wurde. Wegen stark anwachsender Schülerzahl wurde das Gymnasium 1894 in einen Neubau am Minoritenweg ausgelagert, wo es zum Vorläufer des heutigenAlbrecht-Altdorfer-Gymnasiums wurde.
- Zeitweise eine Kreisrealschule und eine Baugewerbeschule.
- Ab 1903 zwei städtische Berufsfortbildungsschulen für Knaben und Mädchen mit fast 1000 Personen, mit beruflicher Gliederung und Pflichtbesuch nach dem Modell des Münchner Stadtschulrates Georg Kerschensteiner.[4] Der Mädchenzweig blieb bis 1953 im Gebäude, der Knabenzweig bis 1956 mit insgesamt 4000 Personen.[Anm. 3]

In der Folgezeit wuchs der schulische Platzbedarf wegen wachsender Zahlen bei Schülern und Schülerinnen so stark an, dass ab 1881 alle Vereine und Gesellschaften aus dem Thon Dittmer-Palais verdrängt wurden. Damit war das ursprüngliche Konzept eines städtischen Kulturzentrums nicht mehr zu verwirklichen. Man hatte sogar schon bald nach 1860 damit begonnen, im Innenhof des Palais die Renaissancearkaden zu vermauern, um Raum zu gewinnen.

### Feuerwehr
Im Mai 1860 wurde in zwei großen Räumen im Nordflügel des Thon-Dittmer-Palais eine ständige Feuerwache für die zwei Jahre zuvor gegründete Freiwillige Feuerwehr eingerichtet. Viele Löschgeräte blieben aber bis zum Jahr 1922 im Alten Rathaus untergestellt. 1914 wurde das erste Feuerwehrauto angeschafft. 1922 gab es schon drei Fahrzeuge, für die auf dem Binnenhof vor dem Nordflügel Garagen errichtet und eine Tankstelle mit einem 300 l. Vorratstank eingerichtet wurden. Als 1927 die neu gegründete Berufsfeuerwehr die Einrichtungen als Feuerwache übernahm, wurden der Benzintank auf 2.000 l. vergrößert, eine unterirdische Schlauchreinigungsanlage und ein 21 m hoher Turm zum Trocknen von Schläuchen errichtet, der bis 1966 bestand. Noch 1958 wurden im Westflügel des Gebäudes drei neue Garagen eingebaut, wobei die Öffnungen der Renaissancearkaden schonend genutzt und als Ausgleich die vermauerten Arkaden im 1. Stock freigelegt wurden.

### Kulturhaus in der Nachkriegszeit

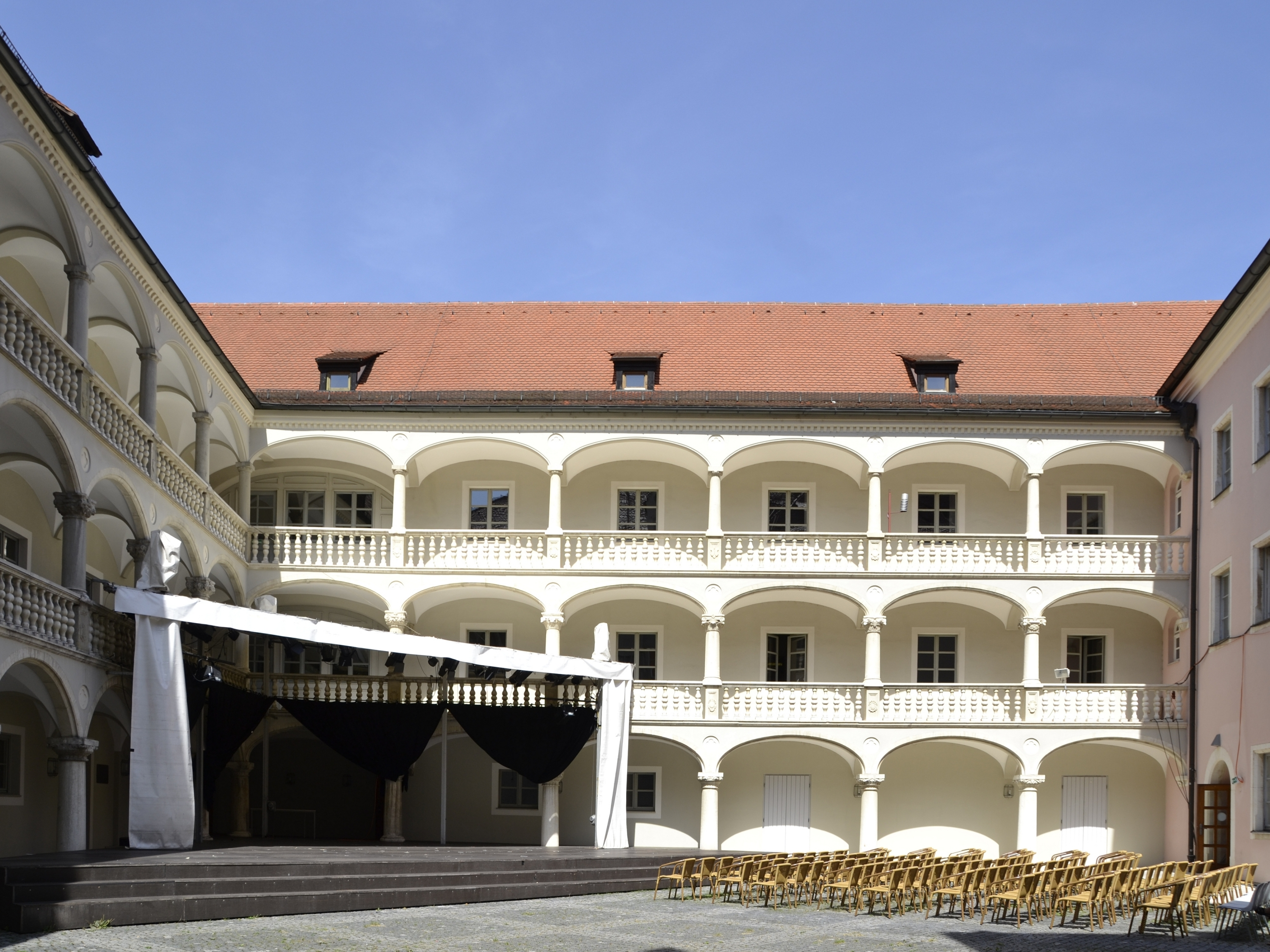
Arkadenhof des Thon-Dittmer-Palais

Nach dem Zweiten Weltkrieg und nach dem Auszug der Feuerwehr besann man sich auf das ursprüngliche Konzept eines städtischen Kulturzentrums im Thon-Dittmer-Palais. Treibende Kraft zur Verwirklichung des Konzepts war Walter Boll, der nach seinem Entnazifizierungsverfahren ab 1949 als Museumsdirektor, Leiter des Stadtarchivs und Kulturdezernent die Entwicklung vorantrieb.
Nachdem 1953 und 1956 die Berufsschulen für Mädchen und Knaben ausgezogen waren, begann 1953 eine Umbauphase, um das Deutsch-Amerikanische-Institut (DAI), das seit 1946 auch in Regensburg vertreten war, repräsentativ unterbringen zu können.
Mit finanzieller Unterstützung der Amerikaner in Höhe von 50.000 DM wurden die oberen Stockwerke des Südflügels renoviert. 1957 bezog das DAI die Räume, organisierte Veranstaltungen und Vorträge, zeigte Filme und baute eine umfassende englischsprachige Bibliothek auf. 1999 stellte das DAI seine Tätigkeit ein und übereignete seine Medienbestände der Stadtbücherei, die dann auch in das Gebäude umsiedelte.
Heute sind im Gebäude das Kulturamt, die Volkshochschule und die Stadtbücherei der Stadt Regensburg untergebracht. Mit der Spielstätte Theater am Haidplatz ist auch das Theater Regensburg dort vertreten. Auch die Kontaktgruppe Behinderter und Nichtbehinderter nutzt Räume im Gebäude. Für Veranstaltungen stehen ein Auditorium mit 198 Sitzplätzen sowie zwei kleinere Konferenzräume zur Verfügung. Im Innenhof werden in jedem Sommer zahlreiche Open-Air-Theater- und Musik-Veranstaltungen durchgeführt. In der Sigismundkapelle ist das Ausstellungsprojekt Sigismundkapelle angesiedelt, in dem Gegenwartskunst gezeigt wird.